# Breaking the Taboo
Breaking the Taboo è il ventunesimo album del gruppo heavy metal giapponese Loudness pubblicato dalla Tokuma Japan nel 2006.

## Tracce
1. Breaking the Taboo
2. Brutal Torture
3. Sick World
4. Don't Spam Me
5. Damnation
6. The Love of My Life
7. A Moment of Revelation
8. Dynamite
9. Risk Taker
10. I Wish
11. Diving into Darkness
12. Without You

## Formazione
- Minoru Niihara - voce
- Akira Takasaki - chitarra
- Masayoshi Yamashita - basso
- Munetaka Higuchi - batteria